# Maleren Poul Bjørklund
|  | Denne artikel er oprettet af botten Steenthbot ud fra en ekstern database. Den kan derfor have sproglige fejl eller mangler. Denne skabelon kan fjernes efter kontrol af indholdet. |

Maleren Poul Bjørklund er en dansk portrætfilm fra 1961 instrueret af Kristian Begtorp.

## Handling
Poul Bjørklund (1909-1984) er både grafiker og maler. I denne film skildres hans arbejde ved staffeliet i atelieret. Her maler han på et af de store modelbilleder, hvor 'Venus' står model. "Maleren i haremet" er et af de færdige billeder.